# Косовский салат
Косовский салат (бел. Косаўская салата) — блюдо белорусской кухни, салат из свёклы и грибов с обжаренным и свежим луком. Салат назван в честь белорусского города Коссово, где, по всей видимости, родился его рецепт с характерными для белорусской кухни продуктами — свёклой и грибами.

## Приготовление
Варёная свёкла натирается на крупной тёрке, сбрызгивается уксусом. Сушёные грибы, предварительно отмоченные, отвариваются и нарезаются соломкой. Лук обжаривается, к нему на сковородку добавляются варёные грибы. Лук и грибы соединяются со свёклой. Туда же добавляется немного нашинкованного свежего репчатого лука. Косовский салат заправляется сметаной с уксусом, чесноком, сахаром. Иногда в составе ингредиентов можно встретить грецкие орехи и отварную рыбу.